# Лейк-Парк (город, Миннесота)
Лейк-Парк (англ. Lake Park) — город в округе Бекер, штат Миннесота, США. На площади 2,5 км² (2,5 км² — суша, водоёмов нет), согласно переписи 2002 года, проживают 782 человека. Плотность населения составляет 308,6 чел./км².
- Телефонный код города — 218
- Почтовый индекс — 56554
- FIPS-код города — 27-34784[1]
- GNIS-идентификатор — 0646380[2]